# تكيف المضيف
بالنسبة لمسببات الأمراض، يمكن أن يكون لتكيف المضيف (بالإنجليزية: Host adaptation)‏ أوصاف مختلفة. على سبيل المثال، في حالة السالمونيلا، يتم استخدام تكيف المضيف لوصف «قدرة العامل الممرض على الانتشار والتسبب في المرض في تجمع معين من الكائنات.» استعمال آخر لتكيف المضيف، مع الأخذ في الاعتبار حالة السالمونيلا، يشير إلى تطور العامل الممرض بحيث يمكن أن يصيب، ويسبب المرض، وينتشر في كائنات أخرى.

## وصف
بينما قد تكون هناك مسببات الأمراض التي يمكن أن تصيب الكائنات الأخرى وتسبب المرض، فإن عدم القدرة على الانتشار في جميع أنحاء الكائنات المصابة يشير إلى أن العامل الممرض لا يتكيف مع ذلك الكائن.في هذه الحالة، فإن قدرة أو عدم قدرة العامل الممرض على التكيف مع البيئة الداخلية للكائن هي مؤشر على قوة العامل الممرض أو حدته. إذا كان العامل الممرض يتمتع بحدّة عالية في جسم المُستقبل، أو كان خبيثًا، فسيكون قادرًا على النمو والانتشار بسرعة داخله.
يمكن لمسببات الأمراض مثل السالمونيلا، وهي من مسببات الأمراض التي تنتقل عن طريق الغذاء، التكيف مع البيئة الداخلية للكائن المضيف والحفاظ على حدّتها عبر عدة طرق. في ورقة كتبها بالمر وآخرين عام 1998. نُسبت سمات السالمونيلا، مثل قدرتها على التسبب في عدوى معوية، إلى حدّتها مثل قدرتها على غزو الخلايا الظهارية المعوية، وتنشيط خلايا الدم البيضاء المتعادلة والتدخل في إفراز السائل الخلالي. كشف التحليل الوراثي أيضًا عن وجود العديد من سلالات السالمونيلا، وهو أمر مفيد للعامل الممرض لأن تنوعه الجيني يمكن أن يعمل كعلف للاصطفاء الطبيعي ليتفاعل معه. على سبيل المثال، إذا كانت سلالة معينة من السالمونيلا أكثر ملاءمة مع بيئة المعدة للكائن المضيف، مقارنة بسلالات السالمونيلا الأخرى، فسيتم اختيار الأولى بشكل إيجابي وزيادة انتشارها. في نهاية المطاف سوف تستعمر هذه السلالة وتصيب المعدة والسلالات الأخرى الأقل ملائمة لن تستمر. كان التكيف الرئيسي الآخر من جانب السالمونيلا هو تكيفه مع درجات حرارة الدم المضيف. نظرًا لأن السالمونيلا يمكن أن تنمو عند درجة حرارة الإنسان المضيف، 98.6 درجة فهرنهايت، فهي مناسبة للبيئة المضيفة وبالتالي تعيش جيدًا فيها. تعد عمليات التكيف مثل هذه طرقًا بسيطة ولكنها فعالة جدًا في إصابة الكائنات لأنها تستخدم جسم المضيف والميزة المهمة لجسمه كنقطة انطلاق في عملية العدوى.
مُمْرِض معوي آخر من جنس خفية الابواغ (Cryptosporidium)، والذي لم يكن دائمًا من مسببات الأمراض البشرية، تكيف «مؤخرًا» مع البيئة البشرية. أشارت العديد من التحليلات التطورية في بحث أجراه زياو وآخرين عام 2002 إلى أن النمط الجيني Cryptosporidium parvum bovine و Cryptosporidium meleagridis كانت في الأصل طفيليات للقوارض والثدييات، على التوالي. ومع ذلك، فقد انتشر هذا الطفيل «مؤخرًا» إلى البشر. كما ذكرنا سابقًا، فإن القدرة على البقاء على قيد الحياة في أنواع الكائنات المختلفة هي تكيف مفيد للغاية لمسببات الأمراض لأنه يزيد من فرصها في البقاء والانتشار. يمكن أن تتطور بعض مسببات الأمراض لتصبح مقاومة لدفاعات المناعة الطبيعية في الجسم و/أو للتدخل الخارجي مثل الأدوية. على سبيل المثال، المطثية العسيرة هي السبب الأكثر شيوعًا للإسهال في المستشفيات في جميع أنحاء العالم، وتشير التقارير في أوائل العقد الأول من القرن الحادي والعشرين إلى ظهور سلالة شديدة الحدّة في أمريكا الشمالية وأوروبا. في دراسة أجراها ستابلر وآخرين عام 2006، تم استخدام علم الوراثة النسبي المقارن (مقارنات الجينوم الكامل باستخدام المصفوفات الدقيقة للحمض النووي جنبًا إلى جنب مع السلالات البايزية) لنمذجة تطور سلالة المطثيات العسيرة
بعض الكائنات الحية المتعايشة، أو الكائنات الحية التي تتواجد في الجسم بشكل طبيعي وتستفيد من العيش في الكائن دون التسبب في ضرره أو منح أي فائدة كبيرة، لديها أيضًا القدرة على أن تصبح مسببات الأمراض. يسمى هذا النوع المحدد من الهجين المتعايش/الممرض بالعوامل الممرضة الانتهازية. ليست كل المتعايشات من مسببات الأمراض الانتهازية. ومع ذلك، فإن مسببات الأمراض الانتهازية متعايشة بطبيعتها. إنها ليست ضارة بالجسم عندما يعمل الجهاز المناعي للجسم بشكل طبيعي، ولكن إذا تعرض الجهاز المناعي للمضيف للخطر، أو فقد قدرته على العمل بكامل طاقته أو شبه كاملة، فإن مسببات الأمراض الانتهازية تتحول من كائن حي متكافئ إلى العوامل الممرضة. هذا هو السبب الذي يأتي منه اسم العامل الانتهازي: هم فقط مسببات الأمراض عندما تكون هناك فرصة لإصابة الكائن. مثال على العامل الممرض الانتهازي المبيضات البيض. المبيضات البيضاء هي نوع من الفطريات/الخميرة الموجودة في الأمعاء والأغشية المخاطية (مثل المهبل والحلق) عند البشر الأصحاء. يوجد أيضًا على جلد البشر الأصحاء. في البشر الأصحاء (أي البشر الذين لديهم أجهزة مناعية فعالة) لن تسبب المبيضات الالتهابات. سوف تتعايش ببساطة مع المضيف. ومع ذلك، إذا كان الشخص يخضع للعلاج الكيميائي أو مصابًا بفيروس نقص المناعة البشرية (الإيدز) مما يضعف جهاز المناعة (وبالتالي يعرضه للخطر)، فإن المبيضات البيضاء تسبب الالتهابات. يمكن أن يحدث عدوى غير ضارة مثل عدوى الخميرة أو مرض القلاع ويمكن أن تسبب عدوى خطيرة مثل داء المبيضات الجهازي الذي يكون قاتلاً في حوالي 50% من الحالات. على الرغم من أن الآليات التي تستخدمها المبيضات البيضاء للتحول من كونها مسببًا للمرض إلى عامل ممرض غير معروفة إلى حد كبير، إلا أن أسباب قوتها كعامل ممرض معروفة على نطاق واسع. المبيضات لديها الكثير من اللدونة المظهرية والجينية مما يعني أنها تتغير بسرعة. نتيجة للتنويع المستمر، تمتلك المبيضات العديد من الفرص لعمل طفرات مفيدة. بالإضافة إلى ذلك، يمكن أن تغير المبيضات شكلها حيث يمكن أن تتحول من الخميرة إلى الشكل الخيطي والعكس، اعتمادًا على مرحلة الإصابة. في المراحل الأولى من الإصابة، من المرجح أن تكون المبيضات في الشكل الخيطي لأن هذا يسمح لها بالالتصاق بالخلايا وإصابتها بشكل أكثر كفاءة. تشمل التكيفات الأخرى لمسببات الأمراض المتعايشة القدرة على النمو في درجة حرارة المضيف، وصنع أغشية حيوية، ومقاومة أنواع الأكسجين التفاعلية (ROS) التي تم إنشاؤها كجزء من الاستجابة المناعية البشرية لمحاربة الالتهاب، والتكيف مع الأعداد الهيدروجيني المختلفة (ذات الصلة بالحمل في الدم في أجزاء مختلفة من الجسم) والتكيف مع بيئات منخفضة المغذيات أو منخفضة الجلوكوز مثل الكبد لأن المبيضات البيض جيدة جدًا في التكيف مع البيئات المتقلبة لجسم الإنسان (أي درجة الحرارة المتغيرة ودرجة الحموضة وتفاعل الأكسجين والمزيد) المبيضات البيضاء هو مسبب مرض قوي.
يمكن أيضًا استخدام تكيف المضيف في الإشارة إلى المضيف. يمتلك المضيفون القدرة على التكيف لحماية أنفسهم من مسببات الأمراض. على سبيل المثال، الاستجابات المناعية الفطرية والمكتسبة هي تكيفات لجسم الإنسان موجودة لغرض وحيد هو درء المرض. بالإضافة إلى ذلك، كما ذكرنا سابقًا في حالة أنواع الأكسجين التفاعلية، يمتلك الجسم طرقًا أخرى مختلفة لدرء الأمراض. التكاثر الجنسي هو أيضًا ميزة يجب على البشر والكائنات الأخرى التي تتكاثر جنسيًا حماية أنفسهم من مسببات الأمراض. على سبيل المثال، في ما يسمى بفرضية الملكة الحمراء، تتحول الكائنات (المضيفون) باستمرار وراثيًا عن طريق التكاثر الجنسي من أجل الاستمرار في التغيير بحيث يكون لمسببات الأمراض فرصة أقل للتكيف بشكل جيد مع المضيف. إذا استمر المضيف في التغيير عن طريق الخلط الجيني في شكل تكاثر، فسيتعين على مسببات الأمراض التطور باستمرار مع المضيف لمواكبة التغييرات. هذا يضع هدفًا متحركًا لمسببات الأمراض المتطورة.